# Palacios de Benaver
Palacios de Benaver es una localidad del municipio burgalés de Isar, en la Comunidad Autónoma de Castilla y León (España). 
La iglesia está dedicada a san Martín Obispo.

## Localidades limítrofes
Confina con las siguientes localidades:
- Al norte con San Pedro Samuel.
- Al este con Pedrosa de Río Úrbel y Santa María Tajadura.
- Al sureste con Las Quintanillas.
- Al suroeste con Isar y Villanueva de Argaño.
- Al oeste con Cañizar de Argaño.

## Demografía
| Gráfica de evolución demográfica de Palacios de Benaver entre 1842 y 1970 |
| |
| Población de derecho según los censos de población del INE. Población de hecho según los censos de población del INE.Entre el censo de 1981 y el anterior, este municipio desaparece porque se integra en el municipio Isar. |

Evolución de la población
| Gráfica de evolución demográfica de Palacios de Benaver entre 2000 y 2017 |
|                                                                           |
| Población de derecho (2000-2017) según el padrón municipal del INE        |

## Historia
Así se describe a Palacios de Benaver en el tomo XII del Diccionario geográfico-estadístico-histórico de España y sus posesiones de Ultramar, obra impulsada por Pascual Madoz a mediados del siglo XIX:

Lugar con ayuntamiento en la provincia, partido judicial, diócesis, audiencia territorial y capitanía general de Burgos (3 leguas). Se halla situado a orillas de un riachuelo que le divide en dos barrios, denominados Mayor y Menor; su clima es frío y húmedo; reinan los vientos N, E y O, y las enfermedades más comunes son las fiebres intermitentes, pleuresías y dolores de costado. Tiene 122 casas, entre ellas una consistorial; escuela de primera enseñanza, concurrida por 33 ó 40 alumnos de ambos sexos y dotada con 16 fanegas de trigo; 32 manantiales en el término, todos de aguas potables, aunque crudas; una iglesia parroquial (San Martín), servida por dos beneficiados con la cura de almas y un sacristán, y por último 3 ermitas, en el término bajo las advocaciones de San Juan, Santa Ana y San Andrés. Confina el término N Villanueva de Argaño; E Cañizas de los Ajos; S Villorejo, y O San Pedro Samuel; comprende el despoblado de Espinosilla. El terreno es de inferior calidad y le atraviesa el expresado riachuelo que nace en Ruyales del Páramo, y existen sobre él dos puentes en el terreno del lugar que se describe. Caminos: los de comunicación para los pueblos inmediatos. Correos: la correspondencia se recibe de Burgos por el correo general. Producciones: trigo, alaga, banquillo, cebada, yeros, titos, lentejas, patatas y hortalizas, y ganado lanar, vacuno y asnal. Industria: la agrícola, algunos telares de lienzos, y 4 molinos harineros. Población: 66 vecinos, 224 almas. Capital productivo: 1.413.220 reales. Imponible: 136.041. Contribución: 6.896 reales, 30 maravedíes.
Diccionario geográfico-estadístico-histórico de España y sus posesiones de Ultramar